# Tom Cochrane
Thomas William Cochrane (Lynn Lake, 14 de maio de 1953) é um músico canadense mais conhecido como líder da banda Red Rider e por seu trabalho solo. Cochrane já venceu oito prêmios Juno. Ele é membro do Hall da Fama da Música Canadense, oficial da Ordem do Canadá e recebeu um doutorado honorário pela Universidade de Brandon. Em 2009, recebeu uma estrela na Calçada da Fama do Canadá.

## Discografia
- 1974 - Hang on to Your Resistance (Cochrane)
- 1979 - Don't Fight It (Red Rider)
- 1981 - As Far as Siam (Red Rider)
- 1983 - Neruda (Red Rider)
- 1984 - Breaking Curfew (Red Rider)
- 1986 - Tom Cochrane & Red Rider (Red Rider)
- 1987 - Over 60 Minutes with Red Rider (Red Rider)
- 1988 - Victory Day (Red Rider)
- 1989 - The Symphony Sessions  (Red Rider)
- 1989 - Tom Cochrane & Red Rider Anthology 1980-1987 (greatest hits)
- 1991 - Mad Mad World (solo)
- 1993 - Ashes to Diamonds (box set)
- 1995 - Ragged Ass Road (solo)
- 1997 - Songs of a Circling Spirit (solo)
- 1998 - X-Ray Sierra (solo)
- 2002 - Trapeze (coletânea)
- 2006 - No Stranger (solo)
- 2015 - Take It Home (solo)